# Torment (pel·lícula de 1924)

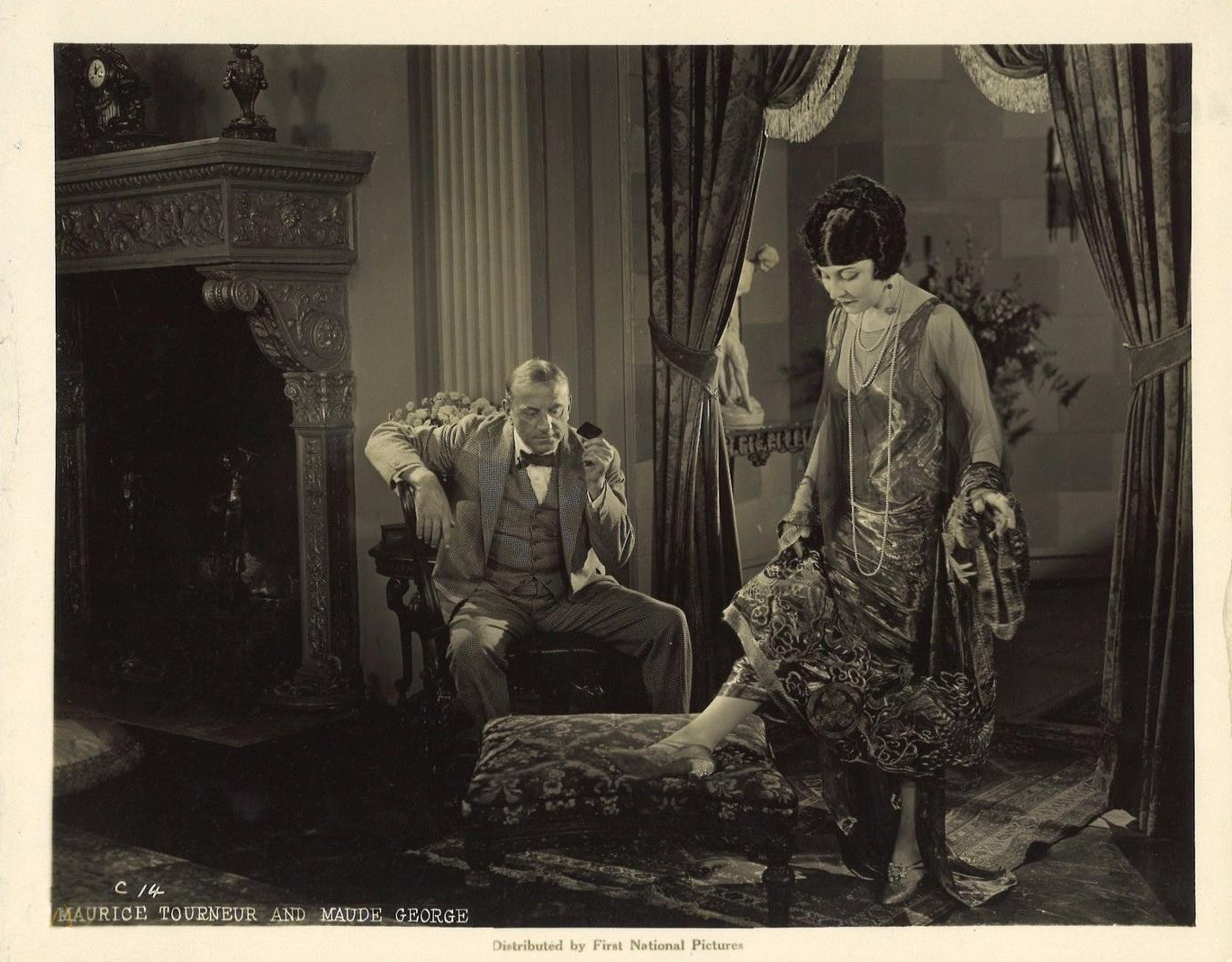
Maurice Tourneur i Maude George en una fotografia publicitària de la pel·lícula

Torment és una pel·lícula muda que fou produïda i dirigida per Maurice Tourneur i protagonitzada per Bessie Love, Jean Hersholt i Owen Moore. Basada en una història de William Dudley Pelley, la pel·lícula, en la que es convinaven escenes reals del Gran terratrèmol de Kantō del 1923, es va estrenar el 25 de febrer de 1924. Es considera una pel·lícula perduda.

## Argument
El comte Boris escapa de Rússia durant la revolució bolxevic amb les joies de la corona que confia a un home que les portarà al Japó. Un cop als Estats Units té la intenció de vendre-les per ajudar els seus compatriotes desafavorits. Tres delinqüents internacionals, Carstock, Hansen i Fogarty, planegen robar les joies per vendre-les al multimilionari Charles G. Hammond. per lo que es desplacen al Japó. Durant el viatge a Yokohama Hansen coneix Marie, la criada del  senyor Flint i decideix reformar-se. En aquell moment té lloc el gran terratrèmol que els afectat a tots, inclòs Boris, quedant atrapats en la cambra de seguretat del banc. Boris és assassinat. Hansen aconsegueix les joies, que promet utilitzar per ajudar els pobres. Ell i Marie són feliçment rescatats.

## Repartiment
- Bessie Love (Marie)
- Owen Moore (Hansen)
- Jean Hersholt (comte Boris Romanoff)
- Joseph Kilgour (Flint)
- Maude George (Mrs. Flint)
- Morgan Wallace (Jules Carstock)
- George Cooper as (Chick Fogarty)